# Il pozzo delle trame perdute
Il pozzo delle trame perdute (The Well of Lost Plots 2003) è il terzo libro Jasper Fforde della serie di Thursday Next, dopo Il caso Jane Eyre e Persi in un buon libro. La storia di questo terzo capitolo è interamente ambientata all'interno di Giurisfiction, il corpo di polizia della fiction e prosegue nel quarto romanzo della serie, dal titolo C'è del marcio.
Questo romanzo è dedicato dall'autore a sua moglie Mari, "...che insegna alle fiaccole a brillare".

## Trama
L'apprendista agente giurisfictionaria (già agente OPS-27) Thursday Next ha iniziato un periodo di riposo all'interno di Cime di Caversham, un romanzo poliziesco inedito e ancora in lavorazione all'interno del Pozzo delle trame perdute; in questo modo Thursday si sottrae alle ire della Goliath Corporation mentre è in attesa della nascita del figlio di Landen Parke-Laine, che (nel libro precedente) è stato sradicato dal flusso del tempo da un ufficiale corrotto della Cronoguardia. Durante il soggiorno in questo libro, a bordo di un idrovolante che le serve da casa, Thursday deve fingere di essere il personaggio che sta rimpiazzando. Nel libro conosce due generici, ovvero due personaggi secondari senza un'identità definita, studenti del S. Tabularasa, che devono ancora essere assegnati a un romanzo, e Jack Spratt, un detective che fa coppia con lei durante le indagini su di un delitto. Dal momento che Thursday è un'"esterna", una persona reale e non un personaggio della narrativa, Spratt spera che lei possa aiutarlo ad appellarsi al Consiglio dei generi per impedire la scomparsa di Cime di Caversham, destino altrimenti inevitabile per tutti i libri che rimangono inediti nel mondo reale. 
Thursday sta continuando il suo apprendistato sotto la guida di Miss Havisham, personaggio proveniente da Grandi speranze. Yorrick Kaine, che nel precedente libro era stato lo scopritore della commedia scespiriana dal titolo Cardenio, andata perduta, è l'artefice di una cospirazione insieme ad un misterioso personaggio del mondo reale penetrato nel mondo dei libri e alla Centrale Testi, un organo che detiene la facoltà di revisione delle trame della narrativa. Lo scopo della cospirazione è la commercializzazione della versione 9 del sistema Book per la lettura dei libri, anche detto UltraWord (un sistema particolarmente avanzato rispetto a quello con cui vengono scritti e letti tutti i libri al giorno d'oggi, ovvero la versione 8.3).
UltraWord viene definito in occasione di una riunione a GiurisFiction come la più grande evoluzione dall'invenzione dei caratteri stampa da parte di Gutenberg in quanto crea un sistema a trentadue trame che consente al lettore di controllare il corso della narrazione. Thursday viene avvisata dalle streghe del Macbeth di non credere alla regola delle tre letture. Thursday viene nominata agente giurisfictionaria, e accompagna Miss Havisham nel mondo esterno per scoprire chi sia riuscito a penetrare nel mondo dei libri utilizzando un minotauro in fuga e un letale "vyrus grammaticale" (che determina errori grammaticali via via più gravi e così rende incomprensibili le affermazioni fino a far morire i personaggi) per coprire le proprie tracce.
Thursday sta perdendo lentamente il ricordo di suo marito Landen, nonostante la nonna Next rimanga a vivere con lei impedendole di dimenticarlo del tutto. Aornis Hades, sorella di Acheron che era quasi riuscita nell'intento di distruggere il mondo trasformandolo in Dream Topping nel precedente libro, è infatti continuamente presente nella sua mente sotto forma di virus mentale. Aornis tenta così di fare impazzire Thursday costringendola a recuperare quelli che presume siano i peggiori ricordi della sua vita, ovvero la morte del fratello Anton durante la Guerra di Crimea, ma viene sconfitta dal ricordo che è effettivamente il peggiore che Thursday abbia, ossia un mostro proveniente dai ricordi della sua infanzia. Miss Havisham muore in un incidente d'auto causato da una manomissione; subito dopo i detective Snell e Perkins muoiono a causa del vyrus. Thursday ottiene un periodo di risposo, durante il quale lavora come assistente presso il Giudizio di Salomone. È così che viene a conoscenza del fatto che è Harris Tweed il compare di Kaine, che nella veste di agente giurisfictionario sta tentando di far approvare e lanciare l'UltraWord per dominare il mondo della letteratura. In occasione del 923º premio annuale del mondo dei libri, Thursday dimostra pubblicamente a sette milioni di personaggi della narrativa che l'UltraWord ridurrà la letteratura ad un basso livello commerciale, e che la regola delle tre letture impedirà che il libro sia letto da una quarta persona, rendendo inutilizzabili le librerie dell'usato e i testi di seconda mano. Anche la qualità della scrittura ne verrebbe impoverita, e per dimostrarlo Thursday utilizza due allodole, una descritta in modo vivace e poetico in un libro non-UltraWord, e l'altra da un libro Ultra-World, descritta invece in modo piatto e asettico.
Tweed e Kaine, preoccupati, invocano il voto prima che gli spettatori si convincano che Thursday ha ragione. Alla luce di questa emergenza senza precedenti, Thursday segue l'istruzione IN CASO DI EMERGENZA ECCEZIONALE ROMPERE IL VETRO del suo manuale operativo di agente di Giusrisfiction, e tira la maniglia. Il Gran Panjandrum, capo supremo del mondo dei libri appare subito, e decide per un voto immediato, che si risolve a danno dell'UltraWord e affida a Thursday il ruolo del Banditore di GiurisFiction. La Centrale testi viene subordinata al Consiglio dei generi per far sì che non possa mai più essere una minaccia. I due generici, che hanno nel frattempo definito le proprie personalità (e la loro identità sessuale) e si chiamano Randolph e Lola, Thursday, ed il suo dodo Pickwick si trasferiscono in Cime di Caversham, che su proposta di Thursday viene acquistato dal Consiglio dei generi e trasformato in un villaggio vacanze per personaggi della narrativa in pausa; questo espediente contribuisce a risolvere il problema dello sciopero dei personaggi delle filastrocche. La storia narrata nel romanzo rappresenta un libro di Jasper Fforde dal titolo The Big Over Easy.
L'edizione statunitense ha un capitolo in più che descrive una tempesta di parole durante il periodo in cui Thursday è il Banditore del mondo dei libri.
La storia prosegue nel successivo romanzo C'è del marcio.

## Citazioni
L’applauso fu assordante; il conte salì sul palco per ritirare il premio, strinse la mano al conduttore e prese la statuetta. Dopodiché si voltò verso il pubblico. Era bianco e cadaverico; fu percorso da un brivido incontrollato.
- Prima di tutto - esordì il conte parlando con voce soffocata e con un po’ di lisca - ringrazio Bram per il suo ottimo resoconto delle mie azioni. Vorrei ringraziare anche Lucy, mister Harker e Van Helsing…-
- Spero che non si metta a piangere come l’anno scorso - disse una voce non lontano da me.»

## Edizioni
- Jasper Fforde, The Well of Lost Plots, collana Thursday Next, Hodder and Stoughton, 2003, ISBN 0-340-82596-0.
- Jasper Fforde, Il pozzo delle trame perdute, traduzione di Daniele A. Gewurz, collana Gli Alianti n° 150, Marcos y Marcos, 2007,  p. 400, ISBN 978-88-7168-465-9.